# 韓祜
韓祜（1453年—？年），字天錫，山西太原府交城縣人，民籍，治《易經》，明朝政治人物。

## 生平
山西鄉試第二十四名舉人。成化二十三年（1487年）中式丁未科三甲第二十八名進士。

## 家族
曾祖韓士良，經歷；祖父韓奕；父韓庸，教諭。嫡母王氏；生母宋氏。